# Andreaskirche (Frankfurt am Main)

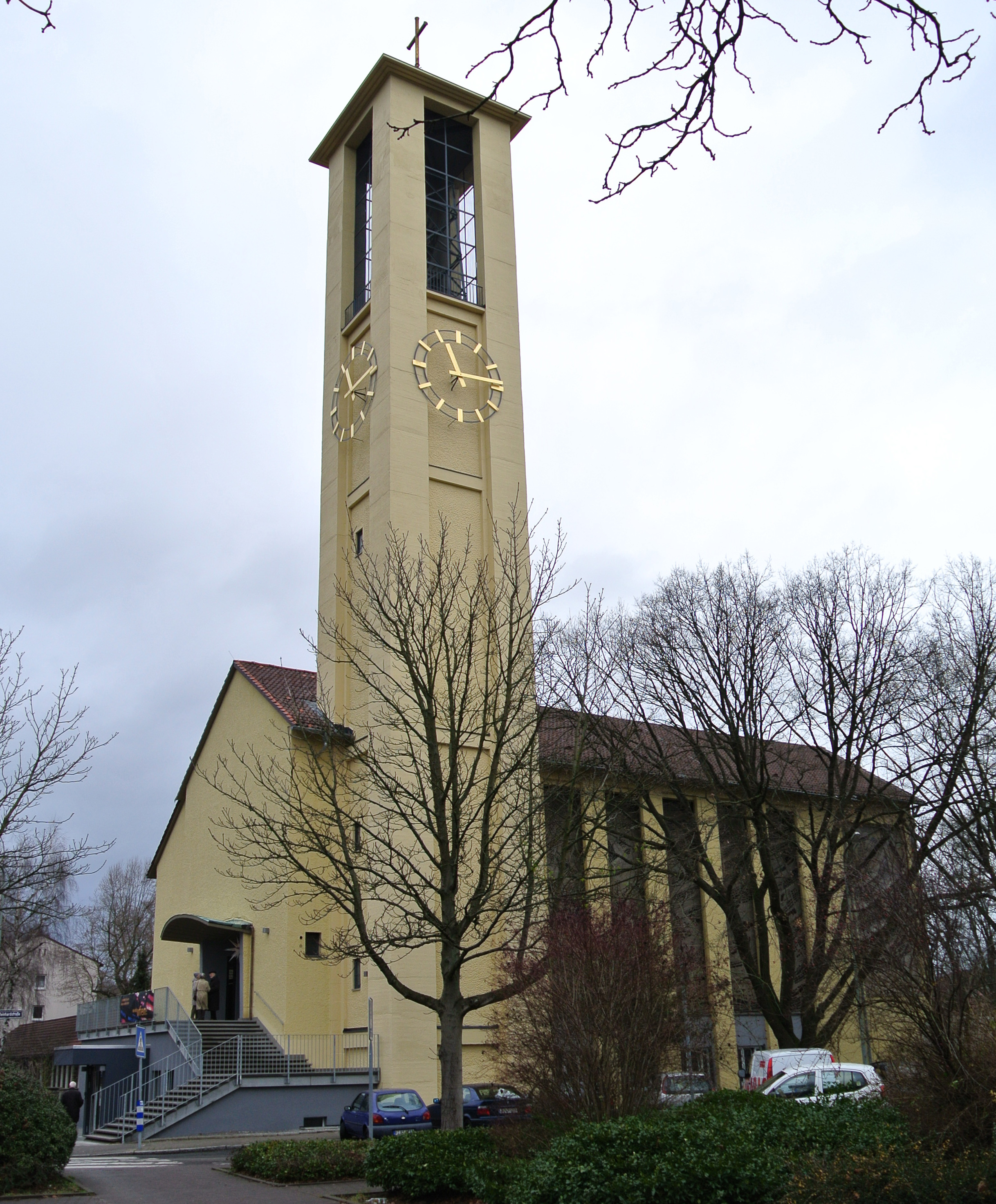
Andreaskirche von Südwesten

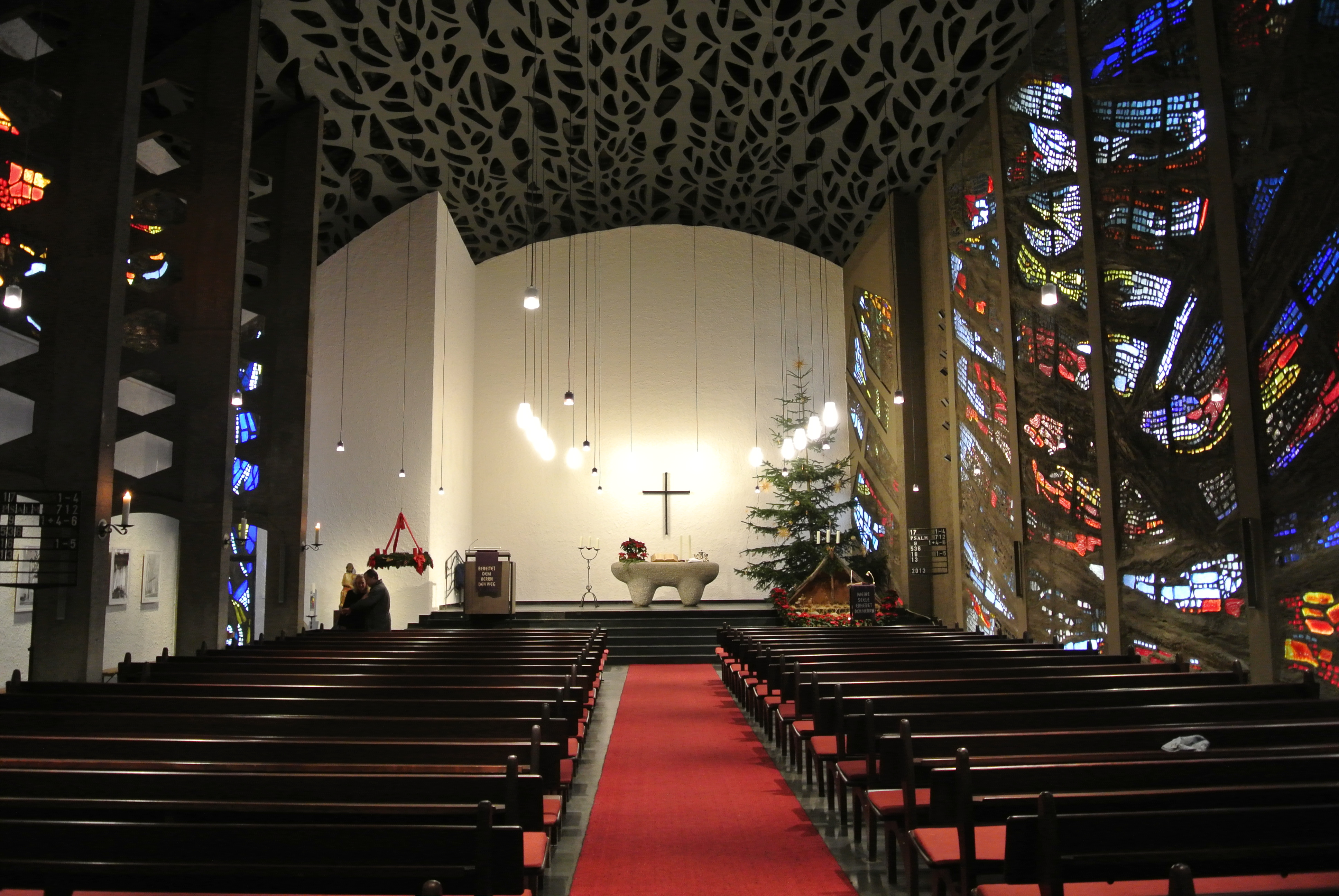
Andreaskirche, Innenraum

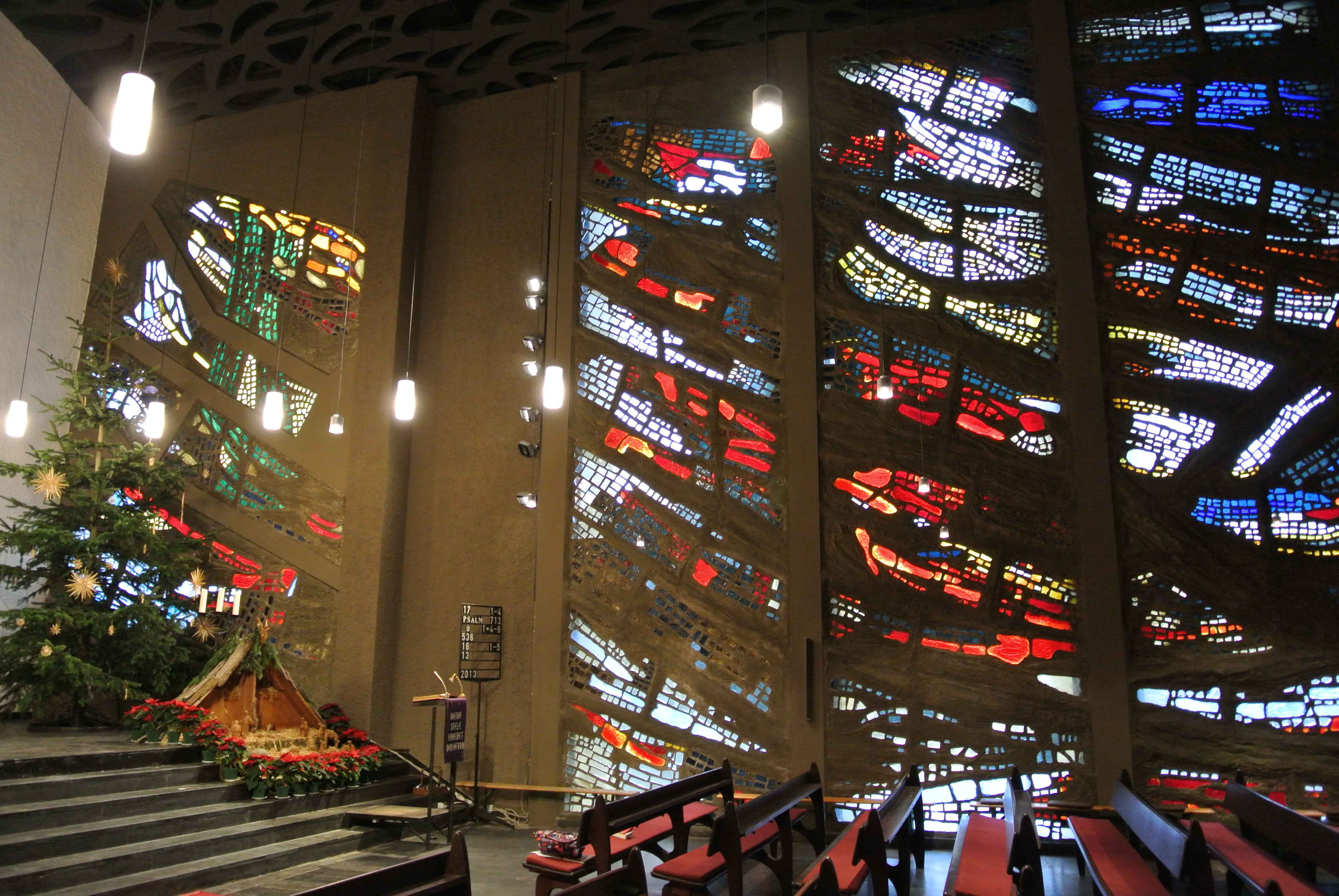
Andreaskirche, Buntglaswand im Süden

Die evangelische Andreaskirche liegt im Frankfurter Stadtteil Dornbusch an der Grenze zu Eschersheim in der Albert-Schweitzer-Siedlung. Sie wurde im Zuge des Siedlungsbaus errichtet, am 13. Dezember 1959 eingeweiht und nach dem Apostel Andreas benannt.

## Architektur
Die Kirche entstand nach Plänen der Architekten Ernst Görcke und Ludwig Müller vom evangelischen Gemeindeverbund. Der kubische Baukörper besteht aus dem Erdgeschoss mit Gemeinderäumen und dem darüberliegenden Kirchenraum, der mit einem Satteldach gedeckt ist. Der Glockenturm ist an der Südwestseite angeordnet. Eine großzügige Freitreppe, die inzwischen durch einen Aufzug barrierefrei umgebaut wurde, führt von einem Vorplatz im Westen über ein Foyer in die Hallenkirche.
Der Innenraum ist geprägt von den Buntglasfenstern der südlichen Wand. Sie erstrecken sich über die gesamte Höhe von neun Metern und werden durch Stahlbetonstützen im Abstand von drei Metern gehalten. Der Entwurf von Hermann Göpfert ist gekennzeichnet durch nicht figürliche, schwingende Kurven farbiger Gläser, die zum Chorraum ansteigen. Hergestellt wurden die Buntglasfenster von Hans Bernd Gossel, der die etwa vier Zentimeter dicken Glasbrocken in Betonrippen fasste.
Eine bogenförmige Stuckdecke überspannt den Innenraum. Aus akustischen Gründen weist sie unregelmäßige, künstlerisch gestaltete Durchbrechungen auf. Um das Kirchengebäude statisch auszusteifen, sind im Innern quer zur Nordwand Konstruktionselemente aus Beton angeordnet. Sie bilden ähnlich einem Seitenschiff einen Gang, der zum Taufbecken führt. Auf den Bänken finden etwa 440 Personen Platz. Die Andreaskirche steht unter Denkmalschutz.

## Ausstattung und Geläut
Der Altar aus Muschelkalk und der Taufstein stammen von Hans Steinbrenner. Kruzifix und Altarleuchter wurden von Gerda Spangenberg geschaffen. Auf der Empore befindet sich eine Orgel der Gebrüder Hillebrand Orgelbau mit 23 Registern aus dem Jahr 1988. Drei Bronzeglocken der Glocken- und Kunstgießerei Rincker aus dem Jahr 1959 klingen in den Tönen es’ (1420 kg, Gedächtnisglocke), f’ (1024 kg, Friedensglocke) und as’ (584 kg, Gebetsglocke).

## Gemeinde und Geschichte
Die Andreasgemeinde wurde im Jahr 1953 als zweite evangelische Kirchengemeinde von Eschersheim gegründet. Anlass war der starke Anstieg der Bevölkerung aufgrund großer neuer Wohnsiedlungen in dem Gebiet zwischen Eschersheim, Dornbusch und Eckenheim. Nach der Grundsteinlegung für Kirche und Gemeindehaus im Jahr 1954 stellte man zunächst die Diakoniestation fertig. Bereits 1956 konnte die Gemeinde den Saal im Erdgeschoss der späteren Kirche nutzen. Ursprünglich war im Eingangsbereich der Kirche eine Werktagskapelle durch ein Gitter mit dem Kirchenschiff verbunden. Heute dient der abgetrennte Raum der Gemeindearbeit. Bis 2013 wurde die Andreaskirche renoviert und behindertengerecht erschlossen.